# Хупка, Штеффен
Штеффен Хупка (нем. Steffen Hupka; 21 сентября 1962, Ганновер) — германский неофашист, активист и организатор нескольких неонацистских группировок и движения Свободные товарищества. Функционер Национал-демократической партии. Идеолог ультраправого солидаризма и современного штрассеризма. Известен также как журналист.

## Неонацистский активист
Родился в рабочей семье. Получил профессию плотника, стал квалифицированным деревообрабочиком. С юности исповедовал идеи неонацизма, примыкал к штрассеристской организации Народно-социалистическое движение Германии/Партия труда.
В 20-летнем возрасте Штеффен Хупка был задержан полицией за неонацистскую агитацию. Организовал в Ганновере штурмовое подразделение ультраправой группировки Фронт действия национал-социалистов/Национальные активисты. Из-за внутреннего конфликта вышел из организации незадолго до запрета.
В 1985 году Хупка выступил одним из учредителей Националистического фронта (NF). Являлся главным идеологом NF. В 1992 при конфликте лидера NF Майнольфа Шёнборна с руководителем силовой структуры Андреасом Полем Хупка поддержал Поля. После запрета NF вместе с Полем создал Социал-революционный рабочий фронт. Вступил в Национал-демократическую партию (NPD), примкнул к её праворадикальному крылу.
Штеффен Хупка причисляется к штрассеристско-солидаристскому крылу германского ультраправого движения. Обладает репутацией «бесшумного организатора».

## Ультраправый «гуру»
В 1990-х Хупка организовывал ультраправые ячейки в городах земли Саксония-Анхальт, затем в регионе Гарц. Проводил политические семинары и военно-спортивное обучение активистов. Наладил эффективную координацию законспирированных неонацистских групп. Считался в Гарце «неонацистским гуру».
Параллельно работал журналистом ультраправых изданий. В своих публикациях призывал единомышленников поступать на службу в бундесвер и полицию для овладения соответствующими навыками.
Штеффен Хупка участвовал в организации неонацистских шествий, митингов, ритуальных солнцестояний. В марте 1998 был осуждён в Геттингене на шесть месяцев лишения свободы за нарушение правил публичных собраний. В 2001 партийными инстанциями NPD рассматривался вопрос об исключении Штеффена Хупки и его близкого соратника Кристиана Ворха. Однако оба они остались членами партии.

## Политический организатор
В первой половине 2000-х годов Штеффен Хупка активно участвовал в конфликте вокруг приобретения партийной недвижимости — замка в Требнице, где предполагалось создать федеральный учебный центр ультраправых активистов. Этот план вызывал протесты левой общественности. В апреле 2003 антифа подожгли крышу замка. Хупка организовал ремонт и призвал физически расправляться с антифа. Он также организовал привлечение средств для покупки. Объект был приобретён двумя членами НДП в 2010 году.
1 мая 2006 года Штеффен Хупка и Кристиан Ворх провели марш в Лейпциге. При участии Хупки были организованы аналогичные акции в ряде городов Саксонии-Анхальт и Тюрингии, завершившиеся уличными столкновениями.
В июле 2016 года Штеффен Хупка выступил идеологом и организатором ультраправого движения «националистических поселений» в окрестностях Гамбурга. Хупка написал манифест движения, в котором заявлена цель: создание традиционных немецких сельскохозяйственных поселений, в которых мужчины работают на полях, женщины воспитывают детей, семьи и общины исповедуют неонацистское мировоззрение.
Основной эффект деятельности Штеффена Хупки создаётся его ролью в движении Свободные товарищества (Freie Kameradschaften) — полуподпольной сетевой структуры неонацистского актива по типу прежних фрайкоров.
Штеффен Хупка женат, имеет двоих детей.